# Ана Кочева
Ана Иванова Кочева е българска езиковедка – диалектоложка, с интереси в областта на социолингвистиката и историята на българския език. Ръководи Секцията по българска диалектология и лингвистична география в Института за български език при БАН. Професор. Заместник-председател на Македонския научен институт. 

## Биография
Родена е през 1965 година в София. Дъщеря е на българския езиковед професор Иван Кочев. Родът ѝ е преселнически от Македония. Предците ѝ са от Струга (тогава в Османската империя, днес в Република Северна Македония), от родовете Кочеви, Хаджови и Миладинови.
Завършва 91-ва немска езикова гимназия в София (1984), а след това Софийския университет „Св. Климент Охридски", специалност „Българска филология“ (1989). Става редовен аспирант в Института за български език към БАН. Два пъти е била стипендиантка на Австрийското министерство на образованието и науката в Института по славистика, Залцбург (специализация по езикознание). Хумболтова стипендиантка в Институт по славистика в Марбург, ФРГ (прави проучвания по индивидуален проект „Немски заемки в българските диалекти“, изнася лекции пред академична аудитория в университетите на Марбург и Гисен, ФРГ).
Дисертационният ѝ труд е изследването „За народната основа на старобългарския език“, публикувано като книга (2012). Други нейни публикации са монографията „Немски лексикално елементи в българските говори“ (2004), „Смесеният език на виенските българи“, претърпял две издания, „Карта на българския език на ново място по света“. Ръководила е проектите „Интерактивна кулинарна карта на българската езикова територия (2018 – 2022)“, завършил с колективната монография „Езикът на българската кухня“. Ръководи проекта „Български диалектен кулинарен речник“. Създател е на Карта на българския език на ново място по света и съавтор на Карта на диалектната делитба на българския език. 
Съавтор е в изданието на БАН „За официалния език на Република Северна Македония“, което има и английска версия. Участва в колективната монография „Еркеч – паметта на езика“. Автор е на стотици статии и студии по езикови въпроси.